# Publications de l'École française de Rome
Las Publications de l'École française de Rome (Publicaciones de la Escuela francesa de Roma) es la editorial de la École française de Rome (Escuela francesa de Roma). Publica anualmente de 25 a 30 libros en las siguientes áreas: historia de la Antigüedad romana, literatura y filología latina, arqueología antigua y medieval, historia de la Iglesia, historia de Italia, historia de Europa, historia del Mediterráneo, la historia del arte, la historia moderna, medieval y antigua, la protohistoria.
Estas obras se publican principalmente en dos series: la prestigiosa «Bibliothèque des Écoles françaises d'Athènes et de Rome», que alberga las tesis de los miembros de la Escuela y la «Collection de l'École française de Rome».
Les Mélanges de l'École française de Rome estuvieron disponibles en acceso abierto hasta el año 1999 en el portal Persée.